# Eitelborn
Eitelborn település Németországban, Rajna-vidék-Pfalz tartományban. Lakosainak száma 2464 fő (2023. december 31.).

## Népesség
A település népességének változása:
| Lakosok száma | 1885 | 2454 | 2430 | 2443 | 2480 | 2464 |
|               | 1975 | 2017 | 2019 | 2021 | 2022 | 2023 |